# Arbaz
Arbaz ist eine politische Gemeinde und eine Burgergemeinde des Bezirks Sitten im französischsprachigen Teil des Kantons Wallis in der Schweiz.

## Geografie
Arbaz liegt auf der nördlichen Seite des Rhonetals etwa 5 Kilometer nördlich der Kantonshauptstadt Sitten. Der höchste Punkt der Gemeinde liegt südlich des Wildhorns auf dem Col des Audannes auf einer Höhe von 2886 m ü. M. Die Gemeinde besteht aus dem Dorf Arbaz und den Siedlungen Le Lazier und Mayens-d’Arbaz. Die Nachbargemeinden von Arbaz sind im Norden und Osten Ayent, im Süden Grimisuat und im Westen Savièse.

## Bevölkerung
| Bevölkerungsentwicklung | Bevölkerungsentwicklung | Bevölkerungsentwicklung | Bevölkerungsentwicklung | Bevölkerungsentwicklung | Bevölkerungsentwicklung | Bevölkerungsentwicklung | Bevölkerungsentwicklung | Bevölkerungsentwicklung | Bevölkerungsentwicklung | Bevölkerungsentwicklung | Bevölkerungsentwicklung | Bevölkerungsentwicklung |
| ----------------------- | ----------------------- | ----------------------- | ----------------------- | ----------------------- | ----------------------- | ----------------------- | ----------------------- | ----------------------- | ----------------------- | ----------------------- | ----------------------- | ----------------------- |
| Jahr                    | 1821                    | 1850                    | 1900                    | 1950                    | 1980                    | 2000                    | 2010                    | 2012                    | 2014                    | 2016                    | 2018                    | 2020                    |
| Einwohner               | 361                     | 381                     | 516                     | 493                     | 472                     | 800                     | 1085                    | 1109                    | 1176                    | 1219                    | 1280                    | 1360                    |

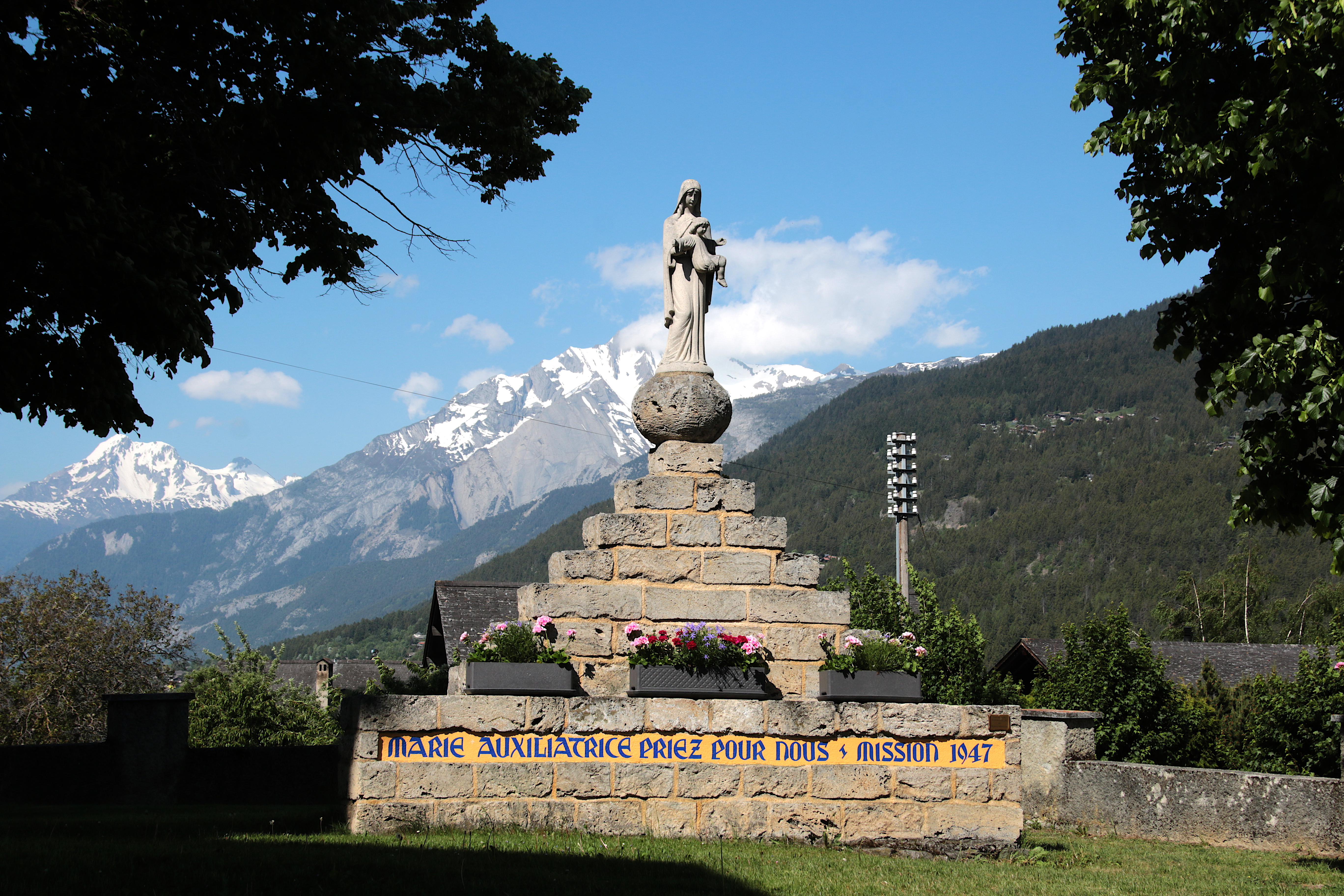
Maria vor der Dorfkirche (2019)
Luftbild (1955)
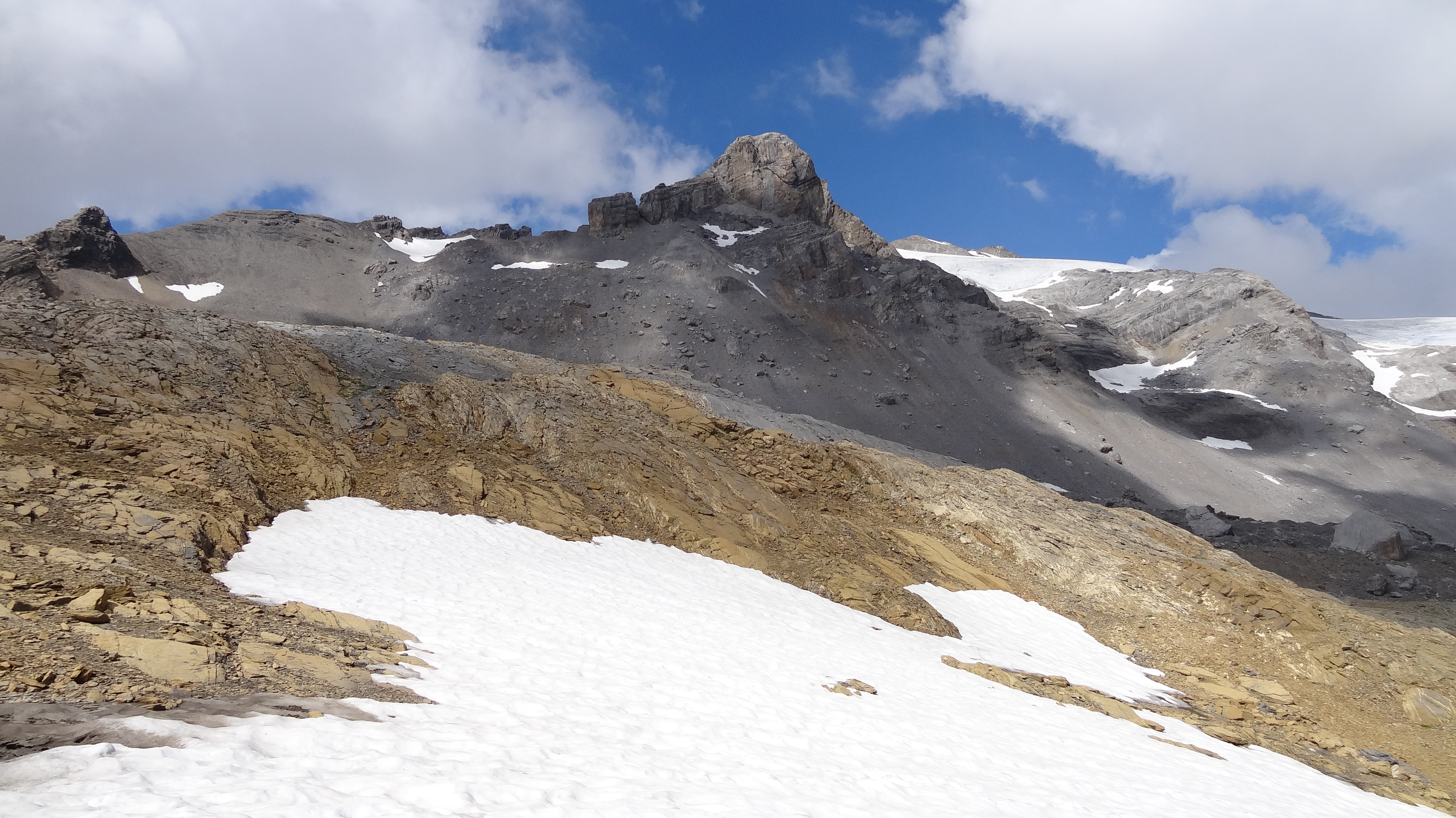
Scex rouge vom Wildhorn aus betrachtet